# Jardin remarquable

Logo des jardins remarquables.

Jardin remarquable est un label créé en 2004 par le ministère de la Culture français avec le concours du Conseil national des parcs et jardins,. Ce label distingue des jardins et des parcs présentant un intérêt culturel, esthétique, historique ou botanique, qu'ils soient publics ou privés.
La liste et la carte des jardins remarquables sont mises à jour chaque année. 

## Le label
Il vise à reconnaître et valoriser des parcs et jardins ouverts au public et bien entretenus. Ce label dépasse le cadre des jardins anciens, protégés ou non au titre des monuments historiques, pour inclure le champ des jardins de création récente.

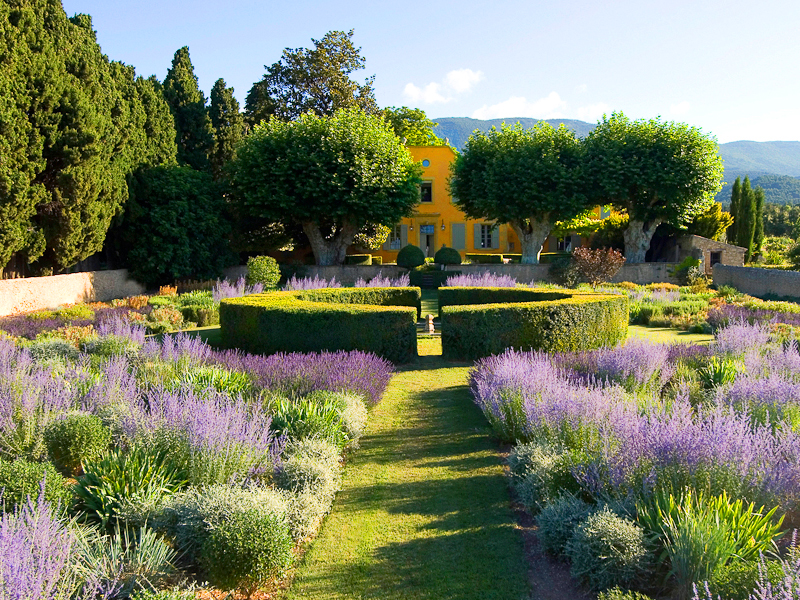
Jardin à la française contemporain en Provence : le pavillon de Galon à Cucuron.

Ce label d’État, attribué pour cinq ans, est renouvelable et révisable. Les critères pris en compte pour l’attribution sont au nombre de six :
- la composition ;
- l’intégration dans le site et la qualité des abords ;
- la présence d’éléments remarquables ;
- l’intérêt botanique ;
- l’intérêt historique (pour les jardins anciens seulement) ;
- la qualité de l’entretien.

Le label procure les avantages suivants :
- mention dans les documents diffusés par le ministère chargé de la Culture;
- possibilité d’obtenir une signalisation routière spécifique portant le logotype ;
- possibilité de prise en compte dans les plans locaux d’urbanisme ;
- possibilité d'utiliser le label et son logo sur tous les documents de communication et de signalétique ;
- appui du Conseil national des parcs et jardins, du Comité des parcs et jardins de France et de l’association régionale.

Le label engage en contrepartie les propriétaires à assurer un entretien régulier de leur jardin, à ouvrir au public au moins 40 jours dans l’année et au moins six heures par jour, à participer à une opération nationale les Rendez-vous aux jardins ou aux Journées européennes du patrimoine, à mettre à la disposition du public des documents d’information (plan, historique, indications botaniques), et à apposer la plaque reprenant le logotype du label.

## Village-jardin
En 2013, le label a été attribué pour la première fois à l’ensemble d'une commune française, en reconnaissance des efforts d’aménagement paysager du centre-bourg de Chédigny (Indre-et-Loire), pour une durée de cinq ans renouvelable. En 2022, la commune de Yèvre-le-Châtel (Loiret) est la seconde à recevoir ce label et donc à devenir un village-jardin.